# Samuel Falťan
Samuel Falťan (22. února 1920 Hradište – 15. prosince 1991 Bratislava) byl slovenský a československý historik, politik Komunistické strany Slovenska, v letech 1968–1969 spojenec Gustáva Husáka a zastánce federalizace Československa, na počátku normalizace místopředseda vlády ČSSR, poslanec Slovenské národní rady a poslanec Sněmovny národů Federálního shromáždění. Bratr Michala Falťana.

## Biografie
Absolvoval Vysokou školu politických a sociálních věd v Praze v roce 1951. Pracoval pak v Historickém ústavu SAV v letech 1962–1968. Ve volbách roku 1948 byl zvolen do Slovenské národní rady.
V letech 1946–1970 se uvádí jako účastník zasedání Ústředního výboru Komunistické strany Slovenska. Zastával i funkce v celostátní komunistické straně. 31. srpna 1968 byl kooptován za člena Ústředního výboru Komunistické strany Československa. Rezignace na tuto funkci byla přijata v červnu 1970.
V roce 1966 se zapojil do politické a odborné diskuze o hodnocení Slovenského národní povstání a potažmo česko-slovenských vztahů. Debatu odstartoval Gustáv Husák, který se v 60. letech po propuštění z vězení postupně vracel do politického života. V roce 1964 vydal své paměti, v nichž rekapituloval události okolo SNP. Na knihu zareagoval v roce 1966 s odstupem dvou let český konzervativní komunista a historik Václav Král. Falťan se následně Husáka veřejně zastal. Patřil ke skupině národně orientovaných reformních slovenských komunistů, podobně jako Husák. Jádro sporu bylo v tom, zda SNP mělo i specifický slovenský národněosvobozenecký rozměr. V roce 1967 se pak účastnil debaty pořádané Ústavem dějin KSS v Bratislavě na téma česko-slovenských vztahů. Přednesl zde úvodní projev, ve kterém kritizoval ideu čechoslovakismu. Během pražského jara se jako člen odborných komisí podílel na přípravě federalizace Československa (vydal tehdy na toto téma i studii Slovenská otázka v Československu) Na konferenci ve Smolenicích v březnu 1968 vystoupil s delším referátem.
Po invazi vojsk Varšavské smlouvy do Československa byl spojencem Gustáva Husáka a na mimořádném sjezdu KSS 27. srpna 1968 přesvědčoval delegáty, aby se distancovali od výrazně protiokupačního Vysočanského sjezdu KSČ. Slovenské funkcionáře zvolené Vysočanským sjezdem vyzýval k rezignaci s poukazem na nutnost zabránění rozkolu ve straně a občanské válce. Šlo o projev Husákova taktizování a počátečního odklonu od reformistické politiky KSČ směrem k samostatnějšímu kurzu KSS. Zastával tehdy rovněž funkci předsedy slovenské Národní fronty a v září 1968 se podílel na jednáních o finální podobě federalizace Československa.
Po provedení federalizace usedl v lednu 1969 do Sněmovny národů Federálního shromáždění. Do federálního parlamentu ho nominovala Slovenská národní rada. V parlamentu setrval do května 1970, kdy rezignoval na poslanecký post. V roce 1969 byl i členem československého kabinetu, protože v druhé vládě Oldřicha Černíka zaujal post místopředsedy vlády. Měl na starost mimo jiné otázku ubytování slovenských pracovníků federálních institucí v Praze a zajištění výuky jejich dětí v slovenském jazyce.
V březnu 1969 se stal předsedou Svazu protifašistických bojovníků. V letech 1975–1979 pracoval v Slovenském národním muzeu, kde se specializoval na dějiny odboje a Slovenského národního povstání. Je autorem knih o slovenském odboji: Partizáni na Slovensku (1946), Partizánska vojna na Slovensku (1959), O Slovenskom národnom povstaní (1964) a románů Víťazné stretnutie (1948), Jarné spevy (1952) a Do hrobu sa neponáhľa (1968). Jeho syn Mgr. Ľubomír Falťan, CSc. působí jako místopředseda SAV.